# Bobovec Rozganski
Bobovec Rozganski – wieś w Chorwacji, w żupanii zagrzebskiej, w gminie Dubravica. W 2011 roku liczyła 405 mieszkańców.